# Jan Stanisław Jabłonowski (Kanzler)

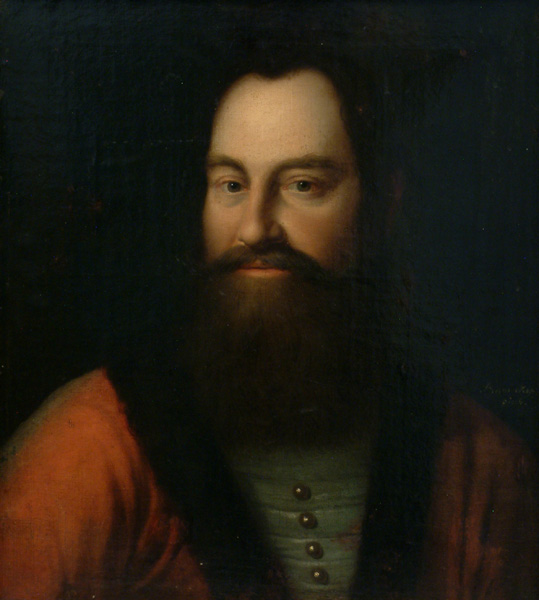
Gemalt von Ádám Mányoki

Jan Stanisław Jabłonowski (* 1669; † 28. April 1731 in Lemberg, Polen-Litauen) war ein polnischer Schriftsteller des Barocks und Politiker. Jabłonowski war adliger Abstammung. Seine Familie gehörte der Wappengemeinschaft Prus III an.

## Leben
Jabłonowski stammte aus einer Magnatenfamilie. Sein Vater war der Woiwode von Ruthenien Stanisław Jan Jabłonowski. Seine Mutter war Marianna Kazanowska aus der Wappengemeinschaft Grzymała, die Großmutter des polnischen Königs Stanislaus I. Leszczyński. Jabłonowski wurde von Jesuiten in Lemberg und Prag erzogen. Nach seinem Studium 1685–1687 machte er eine Grande Tour durch Westeuropa und hielt sich längere Zeit in Paris auf. Danach nahm er an Kriegen gegen das osmanische Reich und die Tataren teil. Er galt als einer der engsten königlichen Berater in der späten Regierungszeit von Johann III. Sobieski. Jabłonowski wurde 1687 Großfähnrich der Krone, 1693 Woiwode von Wolhynien, 1697 Woiwode von Ruthenien, 1706 Großkanzler der Krone, General von Ruthenien und Starost von Mostyska. In den Jahren  1696 und 1697 war er Senator am Sejm. 1704 nahm er an der Konföderation von Sandomir teil und galt während des Großen Nordischen Kriegs nach der Flucht August des Starken als aussichtsreicher Kandidat auf die polnisch-litauische Krone. Zunächst hielt er sich in Sachsen bei August dem Starken auf. Letztendlich unterstützte er seinen Verwandten, Stanislaus I. Leszczyński. Später hielt er zu Franz II. Rákóczi. Er nahm am Generalrat von Warschau 1710 teil, der August den Starken als polnisch-litauischen König wiedereinsetzte. Doch bereits 1713 beteiligte er sich an einer Verschwörung gegen August den Starken, wofür er auf der Festung Königstein bis 1716 inhaftiert wurde. Der Stumme Sejm von 1717 rehabilitierte ihn. Jabłonowski zog sich jedoch fortan aus der Politik zurück und widmete sich seinem literarischen Schaffen, dem Sammeln von Kunstwerken sowie dem Ausbau seiner Schlösser in Lemberg, Pidkamin und Marijampil. Zudem stiftete er mehrere barocke Kirchen um Lemberg. Seinem Vater stiftete er ein Denkmal in der Jesuitenkirche in Lemberg. Er schrieb vor allem politische Texte und Tagebücher im Stil des Übergangs vom Spätbarock zur Aufklärung. Er war Träger des polnischen Ordens des Weißen Adlers und des  spanischen Ordens vom Goldenen Vlies. Jabłonowski heiratete Joanna Maria de Béthune, die Tochter von Marquis Franciszek Gaston de Béthune, die Neffin der polnischen Königin Marie Casimire Louise de la Grange d’Arquien. Sein Sohn war Stanisław Wincenty Jabłonowski.